# Contea di Jiajiang
La contea di Jiajiang (夹江县S, Jiājiāng XiànP) è una contea della Cina, situata nella provincia di Sichuan e amministrata dalla prefettura di Leshan.